# Raškovka
Raškovka je označení čepice inspirované pokrývkou hlavy československého skokana na lyžích Jiřího Rašky, který na zimních olympijských hrách 1968 jako první Čechoslovák získal zlatou medaili ze zimních her. V době konání her uplynulo přesně padesát let od Raškova úspěchu a čepice měla na tuto skutečnost upozornit.
Oděvní doplněk má podobu kulichu s bambulí. Na vývoji jeho podoby se podílela společnost Alpine Pro, která ho připravila v rámci oděvní kolekce nachystané pro české olympioniky před zimními olympijskými hrami 2018. Představení celé kolekce proběhlo 20. listopadu 2017 v pražské galerii Mánes, kde čepici prezentoval někdejší český skokan na lyžích a Raškův vnuk Jan Mazoch.